# Shilpa Shukla
Shilpa Shukla est une actrice du cinéma indien, de théâtre et de télévision. Elle est connue pour ses rôles dans le drame sportif Chak De ! India (2007) et le film néo-noir B.A. Pass (en) de 2013, pour lequel elle reçoit, en 2014, le Filmfare Critics Award de la meilleure actrice. Elle est issue d'une famille de bureaucrates, de dirigeants politiques et d'universitaires. Son frère, Tenzin Priyadarshi (en), est un moine bouddhiste, et sa sœur est avocate.

## Filmographie

### Ciinéma
| Année | Film                          | Rôle           | Notes |
| ----- | ----------------------------- | -------------- | --- |
| 2003  | Eau dormante                  | Zubeida        | Collaboration franco-allemande                                                                                     |
| 2005  | Hazaaron Khwaishein Aisi (en) | Mala           | |
| 2007  | Chak De ! India               | Bindia Naik    | Nommée au Filmfare Award de la meilleure actrice dans un second rôle                                               |
| 2007  | Frozen                        | Femme de Karma | National Award 2008                                                                                                |
| 2011  | Bhindi Bazaar (en)            | Kanjari        | |
| 2013  | Rajdhani Express (en)         | Lady SI        | |
| 2013  | B.A. Pass (en)                | Sarika         | Lauréate : Filmfare Critics Award de la meilleure actrice Star Screen Award The coffin Maker National Awards, 2014 |
| 2015  | Crazy Cukkad Family (en)      | Archana Berry  | |
| 2019  | Bombairiya (en)               |                | |
| 2019  | Love                          |                | |

### Série
| 2023 | Trial by Fire | Shalini |  |